# Laury Perez
Laury Perez (* 21. November 2003 in Béziers) ist eine französische BMX-Freestyle-Fahrerin in der Variante Park.

## Sportlicher Werdegang
Perez stammt aus Sérignan, wo sie mit 10 Jahren im örtlichen Sportpark zunächst Tretroller-Freestyle betrieb. Später wandte sie sich dem BMX-Freestyle zu.
Mit 15 Jahren nahm Perez erstmals an den Urban-Cycling-Weltmeisterschaften teil, im Jahr darauf, 2019, stand sie erstmals im WM-Finale. Von 2020 bis 2023 wurde sie ununterbrochen französische Meisterin, bei den Europameisterschaften 2022 und 2023 holte sie jeweils die Bronzemedaille. Im BMX-Freestyle-Weltcup erreichte sie 2023 vor Heimpublikum in Montpellier mit dem dritten Platz erstmals das Podium, im Jahr darauf gewann sie den Weltcup am selben Ort. Vom französischen Verband wurde sie für den olympischen Freestyle-Wettkampf 2024 nominiert. Dort erreichte sie den neunten Platz.

## Erfolge
2020
 Französische Meisterin
2021
 Französische Meisterin
2022
 Französische Meisterin
 Europameisterschaften
2023
 Französische Meisterin
 Europameisterschaften / Europaspiele
2024
ein Weltcup-Sieg